# Alexandre Bourdon du Rocher
Pour les articles homonymes, voir Bourdon.
Alexandre Jean Louis Bourdon du Rocher (né le 29 juin 1777 à Chemiré-en-Charnie et mort le 2 juin 1852 au Mans), homme politique français, député de la Sarthe de 1827 à 1830, maître de forges.

## Biographie
Il est élu en 1827, député du 3e arrondissement de la Sarthe (La Flèche) contre le général Louis François Coutard. Il siège avec les royalistes, et est réélu en 1830 contre à M. d'Andigné de Resteau. Fidèle à Charles X, il refuse le serment à Louis-Philippe, et démissionne de son mandat de député en 1830.
Son neveu est Georges Gamard, qui sera député de la Mayenne.